# Breeders Crown 2YO Filly Trot
| 2YO Filly Trot |  | 2YO Colt & Gelding Trot |  | 3YO Filly Trot |  | 3YO Colt & Gelding Trot |  | Open Mare Trot |  | Open Trot |

Breeders Crown 2YO Filly Trot är ett årligt travlopp i Breeders Crown-serien för 2-åriga varmblodiga ston. Loppet är ett sprinterlopp över 1609 meter och körs på olika travbanor i USA och Kanada, sedan premiären 1984. Förstapris är 250 000 amerikanska dollar. 2010 blev Pocono Downs den första banan som körde alla 12 lopp i travserien under en och samma kväll.
Peace Corps segrade i 1988 års upplaga på nytt världsrekord. Hon vann även Breeders Crown 3YO Filly Trot 1989, och Breeders Crown Open Mare Trot 1990 och 1992, vilket gör henne till den enda hästen som någonsin vunnit fyra Breeders Crown-lopp.

## Rekord
Flest segrar av en kusk
- 5 – John Campbell (1988, 1991, 2004, 2007, 2008)

Flest segrar av en tränare
- 8 – Jimmy Takter (1993, 1996, 2004, 2005, 2012, 2013, 2015, 2016)

## Segrare
| År   | Häst               | Kusk                   | Tränare           | Tid    |
| ---- | ------------------ | ---------------------- | ----------------- | ------ |
| 2023 | Warrawee Michelle  | Åke Svanstedt          | Åke Svanstedt     | 1:53.4 |
| 2022 | Special Way        | Åke Svanstedt          | Åke Svanstedt     | 1:52.0 |
| 2021 | Joviality          | Brian Sears            | Marcus Melander   | 1:54.4 |
| 2020 | Lady Chaos         | David Miller           | Linda Toscano     | 1:54.4 |
| 2019 | Ramona Hill        | Andrew McCarthy        | Tony Alagna       | 1:53.2 |
| 2018 | Woodside Charm     | Verlin Yoder           | Verlin Yoder      | 1:53.0 |
| 2017 | Phaetosive         | Trond Smedshammer      | Trond Smedshammer | 1:53.3 |
| 2016 | Ariana G           | Yannick Gingras        | Jimmy Takter      | 1:53.4 |
| 2015 | All The Time       | Yannick Gingras        | Jimmy Takter      | 1:56.2 |
| 2014 | Mission Brief      | Yannick Gingras        | Ron Burke         | 1:51.4 |
| 2013 | Shake It Cerry     | Ronald Pierce          | Jimmy Takter      | 1:53.4 |
| 2012 | To Dream On        | Yannick Gingras        | Jimmy Takter      | 1:54.4 |
| 2011 | Check Me Out       | Ronald Pierce          | Ray Schnittker    | 1:54.4 |
| 2010 | Martiniontherocks  | Ronald Pierce          | R. Dustin Jones   | 1:57.0 |
| 2009 | Poof She's Gone    | David Miller           | Richard Norman    | 1:56.3 |
| 2008 | Honorable Daughter | John Campbell          | Larry Remmen      | 1:55.3 |
| 2007 | Snow White         | John Campbell          | Kevin Lare        | 1:55.1 |
| 2006 | Possess The Magic  | Mike Lachance          | Ron Gurfein       | 1:57.2 |
| 2005 | Passionate Glide   | Ronald Pierce          | Jimmy Takter      | 1:55.4 |
| 2004 | Flirtin Miss       | John Campbell          | Jimmy Takter      | 1:56.1 |
| 2003 | Forever Scarlet    | David Miller           | Brett Pelling     | 1:57.4 |
| 2002 | Pick Me Up         | Luc Ouellette          | Darren J. McCall  | 1:57.3 |
| 2001 | Cameron Hall       | Mike Lachance          | Robert A. Stewart | 1:57.3 |
| 2000 | Syrinx Hanover     | Trevor Ritchie         | Chris Marino      | 1:55.3 |
| 1999 | Dream of Joy       | Jim Meittinis          | Per K. Eriksson   | 1:57.2 |
| 1998 | Musical Victory    | Luc Ouellette          | Per K. Eriksson   | 1:55.3 |
| 1997 | My Dolly           | Wally Hennessey        | Osvaldo Formia    | 1:59.1 |
| 1996 | Armbro Prowess     | Jimmy Takter           | Jimmy Takter      | 1:59.2 |
| 1995 | Continentalvictory | Mike Lachance          | Ron Gurfein       | 1:55.3 |
| 1994 | Lookout Victory    | John F. Patterson, Jr. | Per K. Eriksson   | 1:57.2 |
| 1993 | Gleam              | Jimmy Takter           | Jimmy Takter      | 1:58.4 |
| 1992 | Winky's Goal       | Catello Manzi          | Charles Sylvester | 1:59.2 |
| 1991 | Armbro Keepsake    | John Campbell          | Charles Sylvester | 1:58.1 |
| 1990 | Jean Bi            | Jan Nordin             | Sören Nordin      | 2:00.3 |
| 1989 | Delphi's Lobell    | Ron Waples             | Per K. Eriksson   | 1:59.3 |
| 1988 | Peace Corps        | John Campbell          | Tommy Haughton    | 1:57.1 |
| 1987 | Nan's Catch        | Berndt Lindstedt       | Jan Johnson       | 2:00.2 |
| 1986 | Super Flora        | Ron Waples             | Jim Miller        | 1:59.2 |
| 1985 | JEF:s Spice        | Myles McNichol         | Jim Gluhm         | 1:58.4 |
| 1984 | Conifer            | George Sholty          | George Sholty     | 2:01.2 |